# Comandante Odd Ball
Comandante Odd Ball es un personaje de las películas de Star Wars.
Era el nombre del soldado clon que sirvió al General Obi-Wan Kenobi en la batalla de Coruscant. Odd Ball pilotaba un caza estelar ARC-170 y tenía como misión, proteger a Kenobi y a Anakin Skywalker de los androides de la Confederación de Sistemas Independientes. Después de que apareciese una nube de Tri-Fighters y cazas droide, muchas naves ARC-170 fueron derribadas incluyendo la del Comandante Odd Ball.
- Datos: Q5778204